# 오쿠마정
오쿠마정(일본어: 大熊町 오쿠마마치[*])은 일본 후쿠시마현 하마도리 중앙부에 있는 정이다. 후타바군(1896년 이전에는 시메하군)의 정이다.
도쿄 전력 후쿠시마 제1 원자력 발전소의 1호기부터 4호기까지가 입지하고 있다. 덧붙여 5호기와 6호기는 인접한 후타바정에 입지하고 있다. 2011년 3월 12일 이 오쿠마에서 발생한 후쿠시마 제1 원자력 발전소 사고는 전 세계에 충격을 주었다. 2019년 4월 10일 자정부터 귀환곤란지역에서 2020년 3월 5일 0시를 기해 피난 지시를 해제했다. 현재 정내에서 재정비에 들어간 상태이다.

## 지리
오쿠마는 하마도리의 중앙부에 위치하고, 서쪽은 아부쿠마 산지, 동쪽은 태평양과 접한다. 눈은 거의 내리지 않고 온화한 기후이다.

## 교통

### 철도
- 동일본 여객철도 조반선
  - 오노역

### 도로
- 국도 6호선
- 국도 288호선(일본어판)

## 역사

### 쿠마의 촌
오쿠마는 7세기 전반에는 이와키 쿠니노미야쯔코(石城国造)와 다가국(일본어: 多珂国)가의 북쪽이었으며, "쿠마(일본어: 苦麻)의 촌"이라고 했다. 7세기 후반 율령제가 도입되면서 다가국가는 히타치국에 편입되어 쿠마의 촌은 히타치국의 북쪽이 되었다.
718년에는 나코소 이북이 히타치국에서 분리되어 이와키국(일본어: 石城国)으로, 쿠마의 촌은 나코소에서 와타리까지를 범위로 하는 이와키국 중부에 위치한 촌락이 되었다. 그러나 720년대에 이와키국은 무쓰국에 편입되었다.

### 시메하씨와 소마씨에 의한 통치
쿠마의 촌은 곧 현지를 흐르는 하천을 따서 "쿠마가와"(일본어: 熊川)라고 불리게 되었다. 센고쿠 시대 전반까지는 시메하씨(일본어: 標葉氏) 영토의 남단이었지만, 1492년에 시네하씨는 소마씨(일본어: 相馬氏)에 패배하여 밀려났다.
센고쿠 시대 후반에서 보신 전쟁까지 쿠마가와는 소마씨 영토의 남쪽이 되었다. 그리고 소마씨와 이와키씨의 경계는 현 오쿠마정과 도미오카정의 경계인 요노모리이었다. 에도 시대에도 소마씨가 다스리는 나카무라번(일본어: 中村藩)의 남쪽이었으며, 하마가도 쿠마가와주쿠의 여인숙 마을이 되었다.

### 정촌제 하의 오쿠마
1868년 보신 전쟁에서 쿠마가와에서 나카무라번과 메이지 정부군이 적대했지만, 나카무라번은 패배했다. 1871년 8월 29일 폐번치현에서는 당초 나카무라현(일본어: 中村県)이 되었으나 곧바로 이와사키현(일본어: 磐前県)에 들어갔다가 1876년 8월 21일 이와사키현은 후쿠시마현과 와카마쓰현과 합병했고 이후에는 후쿠시마현이 되어 현재에 이른다.
메이지 정부의 식산흥업은 스케가와(히타치시)에서 요노모리에 걸친 지역이 "조반 탄전"으로 개발된 영향으로 조반선이 부설되어 1904년 11월 22일에는 조반선 오노역이 개통했다. 당시의 오쿠마는 오노촌(산 쪽)와 구마마치촌(바다 쪽)으로 나뉘어 있었지만, 이들이 1954년 11월 1일에 합병하여 오쿠마정이 탄생하였다. 이렇게 20세기 전반의 오쿠마는 "하마도리의 한 촌락" 정도의 위치였다.
그런데 20세기 후반에 오쿠마는 고도 경제 성장으로 요노모리 이남과 비슷한 "전력 지대"에 포함되어 1967년 9월 29일 후쿠시마 제1 원자력 발전소가 착공된다.(가동 시작: 1971년 3월 26일) "전력 지대"가 된 후에도 오쿠마에서는 과소 문제가 남아이를 상징하는 문제가 되었고 2006년에는 오노 병원 사건이 발생했다.

### 핵 재해의 "폭심지"
2011년 3월 11일에 동일본 대지진이 발생했고, 오쿠마에서도 해일 피해와 건물 붕괴가 잇따랐다. 다음날 3월 12일 15시 36분 후쿠시마 제1 원자력 발전소 사고가 발생했다. 이 사고는 3월 14일까지 계속되며 오쿠마는 체르노빌 이래의 유일한 "폭심지"가 되었다. 이렇게 오쿠마는 원자력 발전소 이름에서 "후쿠시마"(일본어: 福島)로 전 세계에 알려졌다.
원자력 발전소 사고로 정사무소는 국도 288호선을 통해 아이즈와카마쓰로 임시 이전했다.

## 인구
| 연도 | 인구   | ±%     |
| ---- | ------ | ------ |
| 1920 | 5,790  | —      |
| 1930 | 6,401  | +10.6% |
| 1940 | 6,044  | −5.6%  |
| 1950 | 8,760  | +44.9% |
| 1960 | 8,206  | −6.3%  |
| 1970 | 7,750  | −5.6%  |
| 1980 | 9,396  | +21.2% |
| 1990 | 10,304 | +9.7%  |
| 2000 | 10,803 | +4.8%  |
| 2010 | 11,515 | +6.6%  |

## 같이 보기
세계의 원자력 사고
- 후쿠시마 제1 원자력 발전소
- 후쿠시마 제1 원자력 발전소 사고
- 스리마일섬 원자력 발전소 사고
- 체르노빌 원자력 발전소 사고

일본의 원자력 관련 사건
- 히로시마·나가사키 원자폭탄 투하
- 무쓰시(원자력선 무쓰)
- 도카이촌(도카이촌 방사능 누출 사고, 도카이 원자력 발전소)
- 오나가와정(오나가와 원자력 발전소)
- 나라하정(후쿠시마 제2 원자력 발전소)

오쿠마의 역사와 관련된 도시
- 히타치시(옛 이름이 "스케가와"에서 "길의 입"이라고 했다. 다가국의 남쪽.)
- 소마시(소마씨의 본거지이자 나카무라번의 자본.)
- 아이즈와카마쓰시(피난한 정사무소의 위치.)